# Poll (Familienname)
Poll ist der Familienname folgender Personen:
- Arnold Poll (1925–2016), deutscher Priester
- Bernhard Poll (1901–1981), deutscher Historiker und Archivar
- Berthold Poll (vor 1326–nach 1349), österreichischer Politiker, Bürgermeister von Wien
- Carl Martin Friedrich Poll (1835–1907), deutscher Rittergutsbesitzer und Politiker, MdR
- Christel Poll (1914–1992), deutsche Malerin und Hochschullehrerin
- Christian Friedrich von Poll (1672–1748), deutsch-baltischer Ritterschaftshauptmann
- Claudia Poll (* 1972), costa-ricanische Schwimmerin
- Eva Poll (* 1938), deutsche Galeristin und Kuratorin
- Frederik van de Poll (1780–1853), niederländischer Politiker, Bürgermeister von Amsterdam
- Friedrich von Poll (1902–1983), deutscher Wirtschaftsvertreter und Politiker
- Graham Poll (* 1963), englischer Fußballschiedsrichter
- Harman Hendrik van de Poll (1697–1772), niederländischer Politiker, Bürgermeister von Amsterdam
- Heinrich Poll (Mediziner) (Heinrich Wilhelm Poll; 1877–1939), deutscher Anatom
- Heinrich Poll (Politiker) (1899–1992), deutscher Politiker (KPD), Bürgermeister von Hürth
- Heinz Poll (Choreograf) (1926–2006), deutschamerikanischer Tänzer und Choreograf
- Heinz Poll (Fußballspieler) (* 1941), deutscher Fußballspieler
- Hermann Poll (1902–1990), deutscher Maler
- Hugó Poll (1867–1931), ungarischer Maler
- Jack van Poll (1934–2022), niederländischer Musiker und Musikproduzent
- Jan Wolters van de Poll (1759–1826), niederländisch-französischer Politiker
- Jana-Franziska Poll (* 1988), deutsche Volleyballspielerin
- Jesús Poll (* 1965), venezolanischer Boxer
- Johann Ludwig von Poll (1768–1840), deutsch-baltischer Adelsmann und russischer Generalmajor
- Jon Poll (* 1958), US-amerikanischer Filmeditor, Regisseur und Filmproduzent
- Karl Ludwig (II.) von Poll (1794–1849), deutsch-baltischer Adliger und Staatsrat
- Konrad Poll (um 1240–1305), österreichischer Politiker, Bürgermeister von Wien
- Kurt Poll (1886–1943), deutscher Landrat in Ostpreußen und Danzig
- Léo Poll (1899–1988), französischer Komponist und Pianist
- Lothar C. Poll (* 1937), deutscher Rechtsanwalt und Publizist
- Lucas van de Poll (1630–1713), niederländischer Rechtswissenschaftler
- Martin Poll (1922–2012), US-amerikanischer Filmproduzent
- Max Poll (1908–1991), belgischer Fischkundler
- Niklas Poll (vor 1289–nach 1329), österreichischer Politiker, Bürgermeister von Wien
- Odert von Poll der Ältere († um 1677),  deutsch-baltischer Adliger und Ritterschaftshauptmann
- Odert von Poll (1869–1935), deutsch-baltischer Adliger und Landrat
- Roswitha Poll (* 1939), deutsche Bibliothekarin
- Silvia Poll (* 1970), costa-ricanische Schwimmerin
- Willem van de Poll (1895–1970), niederländischer Fotograf
- Willem Gerard van de Poll (1793–1872), niederländischer Politiker
- Willem Gerrit van de Poll (1763–1836), niederländischer Politiker